# Huta Łukacz
Huta Łukacz – kolonia wsi Wiśniówka w Polsce położona w województwie lubelskim, w powiecie łukowskim, w gminie Stoczek Łukowski.
Miejscowość stanowi samodzielne sołectwo.
W latach 1975–1998 miejscowość administracyjnie należała do województwa siedleckiego.
Wierni Kościoła rzymskokatolickiego należą do parafii Wniebowzięcia Najświętszej Maryi Panny w Stoczku Łukowskim.

## Historia
W końcu XIX wieku teren obecnej wsi należał do folwarku Guzówka. Znajdowała się tu huta szkła. W okresie międzywojennym istniała już samodzielna miejscowość licząca kilka domów.